# インディア紙
インディア紙（インディアし）とは、麻や木綿、パルプなどを加えて漉いた薄い洋紙。辞書や六法全書など、ページ数がかさむ書籍によく用いられる。「インディア・ペーパー」「インディアン紙」「インディアン・ペーパー」とも。
1平方メートル (m2) あたり20 - 40グラム (g)と軽量で、薄いながらも不透明で裏写りせず、頻繁な使用に耐える丈夫さが特徴。
1841年にインドを訪れたイギリス人が、インドで用いられていた不透明で薄い紙を本国に持ち帰り、それを手本として作られたために「インディア」の名があるという。また聖書によく用いられることから欧米では「バイブル・ペーパー」ともいう。
日本国内では、三省堂と王子製紙の共同研究により、1921年（大正10年）に初めて作られた。 